# Franci Strle
Franci Strle, slovenski partizan, zgodovinar, novinar, pisatelj in urednik,  * 1927, Podcerkev, † 1991, Podcerkev.

## Življenjepis
Spomladi leta 1943 je komaj šestnajstleten odšel v partizane in bil borec Notranjskega odreda in Tomšičeve brigade. Naglo je napredoval in dobil čin poročnika, ko še ni imel 18 let. Iz vojne se je vrnil kot kapetan I. klase, a se je takoj lotil šolanja na gimnaziji, potem pa še na Višji pedagoški šoli in diplomiral iz slovenščine in srbohrvaščine. Zaposlil se je kot novinar in delal 12 let na RTV Ljubljana, nato pa do upokojitve kot novinar pri reviji TV-15. 

## Delo
Njegov knjižni prvenec Med proletarci z ilustracijami Ivana Seljaka-Čopiča je izšel leta 1953, dvaindvajset let kasneje pa Partizanski volk samotar. Njegovo najobsežnejše delo pa je zgodovina Tomšičeve brigade, katero je objavil v štirih delih. Med njegovimi zadnjimi knjigami je  obravnavanje zaključnih partizanskih operacij na Koroškem in pregled razvoja poveljniške strukture notranjskih partizanskih odredov. Napisal je tudi ogromno člankov, zlasti na temo zgodovine narodnoosvobodilne borbe, ki jo je res temeljito poznal.

## Izbrana Bibliografija
- Med proletarci (Ljubljana, 1953)
- Partizanski volk samotar (COBISS)
- Tomšičeva brigada. [1], Uvodni del (COBISS)
- Tomšičeva brigada. [2], 1942-1943 (COBISS)
- Tomšičeva brigada. [3], 1943 (COBISS)
- Tomšičeva brigada. [4], 1944 (COBISS)
- Pregled razvoja in poveljniške sestave notranjskih odredov : popravljeni ponatis iz Notranjskih listov III (COBISS)
- Slivniški bataljon (COBISS)
- Veliki finale na Koroškem (COBISS)